# 泰山郡
泰山郡（たいざん-ぐん）は、中国にかつて存在した郡。漢代から南北朝時代にかけて、現在の山東省中部に設置された。太山郡とも。

## 概要
秦の済北郡を前身とした。
紀元前178年（前漢の文帝2年）、劉興居が済北王となると、斉国から済北国が分離された。紀元前122年（元狩元年）、済北王が泰山付近の地を武帝に献上すると、泰山郡が置かれた。紀元前87年（後元2年）、済北王劉寛が自殺すると、済北国は廃止され、泰山郡に併合された。泰山郡は兗州に属し、奉高・博・山茌・盧・肥成・蛇丘・剛・柴・蓋・梁父・東平陽・南武陽・萊蕪・鉅平・嬴・牟・蒙陰・費・寧陽・乗丘・富陽・桃山・桃郷・式の24県を管轄した。前漢末に17万2086戸、72万6604人があった。
後漢のとき、泰山郡は奉高・博・鉅平・嬴・牟・南城・梁父・山茌・南武陽・萊蕪・蓋・費の12県を管轄した。
晋のとき、泰山郡は奉高・博・鉅平・嬴・牟・南城・梁父・山茌・南武陽・萊蕪・新泰の11県を管轄した。
南朝宋のとき、泰山郡は奉高・博・鉅平・嬴・牟・南城・梁父・武陽の8県を管轄した。
北魏のとき、泰山郡は奉高・博・鉅平・嬴・牟・梁父の6県を管轄した。
北斉のとき、泰山郡は東平郡と改称され、泰山郡の呼称は姿を消した。